# ISO 3166-2:SC
ISO 3166-2:SC — стандарт Международной организации по стандартизации, который определяет геокоды. Является подмножеством стандарта ISO 3166-2, относящимся к Сейшелам. Стандарт охватывает 25 округов. Каждый код состоит из двух частей: кода Alpha2 по стандарту ISO 3166-1 для Сейшельских Островов — SC и двухсимвольного числа, записанных через дефис. Геокоды округов Сейшельских Островов являются подмножеством кодов домена верхнего уровня — SC, присвоенного Сейшельским Островам в соответствии со стандартами ISO 3166-1.

## Геокоды административно-территориального деления Сейшельских Островов
Геокоды 25 округов административно-территориального деления Сейшельским Островам. 
| Геокод | Административная единица | Статус |
| ------ | ------------------------ | ------ |
| SC-01  | Анс-о-Пен                | округ  |
| SC-02  | Анс-Буало                | округ  |
| SC-03  | Анс-Этуаль               | округ  |
| SC-09  | Бель-Эр                  | округ  |
| SC-16  | Ла-Ривьер-Англез         | округ  |
| SC-07  | Бе-Сент-Анн              | округ  |
| SC-06  | Бе-Лазар                 | округ  |
| SC-11  | Каскад                   | округ  |
| SC-05  | Анс-Руайаль              | округ  |
| SC-10  | Бель-Омбр                | округ  |
| SC-08  | Бе-Валлон                | округ  |
| SC-12  | Гласи                    | округ  |
| SC-13  | Гранд-Анс (Маэ)          | округ  |
| SC-24  | Ле-Мамель                | округ  |
| SC-15  | Ла-Диг                   | округ  |
| SC-04  | О-Кап                    | округ  |
| SC-14  | Гранд-Анс-Праслен        | округ  |
| SC-17  | Мон-Бакстон              | округ  |
| SC-18  | Мон Флёри                | округ  |
| SC-19  | Плезанс                  | округ  |
| SC-20  | Пуант-Ла-Рю              | округ  |
| SC-21  | Порт-Глод                | округ  |
| SC-22  | Сен-Луи                  | округ  |
| SC-23  | Такамака                 | округ  |
| SC-25  | Рош-Кайман               | округ  |

## Геокоды пограничных Сейшелам государств
- Мозамбик — ISO 3166-2:MZ (на юго-западе),
- Танзания — ISO 3166-2:TZ (на западе),
- Кения — ISO 3166-2:KE (на западе),
- Сомали — ISO 3166-2:SO (на северо-западе),
- Мадагаскар — ISO 3166-2:MG (на юге).